# Record du monde de natation messieurs du 200 mètres nage libre
Progression du record du monde de natation messieurs pour l'épreuve du 200 mètres nage libre en bassin de 50 et 25 mètres.

## Bassin de50 mètres
| 2 min 28 s 6      | Frederick Lane            |      |    | Australie            |                                     | Weston-s-Mare | 18 août 1902      |
| 2 min 26 s 8      | Zoltán Halmay             |      |    | Autriche-Hongrie     |                                     | Budapest      | 28 juin 1908      |
| 2 min 25 s 4      | Charles Daniels           | 1885 | 24 | États-Unis           |                                     | Pittsburgh    | 26 mars 1909      |
| 2 min 21 s 6      | Norman Ross               | 1896 | 20 | États-Unis           |                                     | San Francisco | 24 novembre 1916  |
| 2 min 19 s 8      | Tedford Cann              |      |    | États-Unis           |                                     | Détroit       | 10 avril 1920     |
| 2 min 15 s 6      | Johnny Weissmuller        | 1904 | 18 | États-Unis           |                                     | Honolulu      | 26 mai 1922       |
| 2 min 15 s 2      | Johnny Weissmuller        | 1904 | 21 | États-Unis           |                                     | McKeesport    | 9 décembre 1925   |
| 2 min 08 s 0      | Johnny Weissmuller        | 1904 | 23 | États-Unis           |                                     | Ann Arbor     | 5 avril 1927      |
| 2 min 07 s 2      | Jack Medica               | 1914 | 21 | États-Unis           |                                     | Chicago       | 12 avril 1935     |
| 2 min 06 s 2      | William Smith             | 1924 | 20 | États-Unis           |                                     | Columbus      | 12 février 1944   |
| 2 min 05 s 4      | Alex Jany                 | 1929 | 17 | France               |                                     | Marseille     | 20 septembre 1946 |
| 2 min 04 s 6      | John Marshall             | 1930 | 20 | Australie            |                                     | New Haven     | 31 mars 1950      |
| 2 min 03 s 9      | Ford Konno                | 1933 | 21 | États-Unis           |                                     | Columbus      | 27 février 1954   |
| 2 min 03 s 4      | Jack Wardrop              |      |    | Royaume-Uni          |                                     | Columbus      | 8 mars 1955       |
| 2 min 01 s 5      | Dick Hanley               |      |    | États-Unis           |                                     | Minneapolis   | 8 mars 1957       |
| Nouveau règlement |                           |      |    |                      |                                     |               |                   |
| 2 min 04 s 8 (y)  | John Konrads              | 1942 | 16 | Australie            |                                     | Sydney        | 18 janvier 1958   |
| 2 min 03 s 02 (y) | John Konrads              | 1942 | 16 | Australie            |                                     | Sydney        | 5 mars 1958       |
| 2 min 03 s 0      | Tsuyoshi Yamanaka         | 1939 | 19 | Japon                |                                     | Osaka         | 22 août 1958      |
| 2 min 02 s 2 (y)  | John Konrads              | 1942 | 17 | Australie            |                                     | Sydney        | 16 janvier 1959   |
| 2 min 01 s 5      | Tsuyoshi Yamanaka         | 1939 | 20 | Japon                |                                     | Osaka         | 26 juillet 1959   |
| 2 min 01 s 2      | Tsuyoshi Yamanaka         | 1939 | 22 | Japon                |                                     | Osaka         | 24 juin 1961      |
| 2 min 01 s 1      | Tsuyoshi Yamanaka         | 1939 | 22 | Japon                |                                     | Tokyo         | 6 août 1961       |
| 2 min 00 s 4      | Tsuyoshi Yamanaka         | 1939 | 22 | Japon                |                                     | Los Angeles   | 2 août 1961       |
| 2 min 00 s 3      | Robert Windle             | 1944 | 19 | Australie            |                                     | Tokyo         | 13 août 1963      |
| 1 min 58 s 8      | Donald Schollander        | 1946 | 17 | États-Unis           |                                     | Los Angeles   | 27 juillet 1963   |
| 1 min 58 s 5      | Donald Schollander        | 1946 | 17 | États-Unis           |                                     | Tokyo         | 21 avril 1963     |
| 1 min 58 s 4      | Donald Schollander        | 1946 | 17 | États-Unis           |                                     | Osaka         | 24 août 1963      |
| 1 min 58 s 2      | Hans-Joachim Klein        | 1942 | 22 | Allemagne de l'Ouest |                                     | Dortmund      | 24 mai 1964       |
| 1 min 57 s 6      | Donald Schollander        | 1946 | 18 | États-Unis           |                                     | Los Altos     | 1er août 1964     |
| 1 min 57 s 2      | Donald Schollander        | 1946 | 20 | États-Unis           |                                     | Los Angeles   | 29 juillet 1966   |
| 1 min 56 s 2      | Donald Schollander        | 1946 | 20 | États-Unis           |                                     | Lincoln       | 19 août 1966      |
| 1 min 56 s 0      | Donald Schollander        | 1946 | 21 | États-Unis           |                                     | Winnipeg      | 29 juillet 1967   |
| 1 min 55 s 7      | Donald Schollander        | 1946 | 21 | États-Unis           |                                     | Oak Park      | 12 août 1967      |
| 1 min 54 s 8      | Donald Schollander        | 1946 | 22 | États-Unis           | (s)                                 | Long Beach    | 30 août 1968      |
| 1 min 54 s 3      | Donald Schollander        | 1946 | 22 | États-Unis           | (f)                                 | Long Beach    | 30 août 1968      |
| 1 min 54 s 3      | Mark Spitz                | 1950 | 19 | États-Unis           |                                     | Santa Clara   | 12 juillet 1969   |
| 1 min 54 s 2      | Mark Spitz                | 1950 | 21 | États-Unis           |                                     | Leipzig       | 4 septembre 1971  |
| 1 min 53 s 5      | Mark Spitz                | 1950 | 21 | États-Unis           | (r)                                 | Minsk         | 10 septembre 1971 |
| 1 min 52 s 78     | Mark Spitz                | 1950 | 22 | États-Unis           | (f)                                 | Munich        | 29 août 1972      |
| 1 min 51 s 66     | Tim Shaw                  | 1957 | 17 | États-Unis           | Championnats des États-Unis         | Concord       | 23 août 1974      |
| 1 min 51 s 41     | Bruce Furniss             | 1957 | 18 | États-Unis           |                                     | Long Beach    | 18 juin 1975      |
| 1 min 50 s 89     | Bruce Furniss             | 1957 | 18 | États-Unis           |                                     | Long Beach    | 18 juin 1975      |
| 1 min 50 s 32     | Bruce Furniss             | 1957 | 18 | États-Unis           | Championnats des États-Unis         | Kansas City   | 21 août 1975      |
| 1 min 50 s 29     | Bruce Furniss             | 1957 | 19 | États-Unis           |                                     | Montréal      | 19 juillet 1976   |
| 1 min 49 s 83     | Sergey Kopliakov          | 1959 | 20 | Union soviétique     |                                     | Potsdam       | 7 avril 1979      |
| 1 min 49 s 16     | Rowdy Gaines              | 1959 | 21 | États-Unis           | Championnats USA                    | Austin        | 10 avril 1980     |
| 1 min 48 s 93     | Rowdy Gaines              | 1959 | 23 | États-Unis           | Championnats des États-Unis         | Mission Viejo | 19 juillet 1982   |
| 1 min 48 s 28     | Michael Groß              | 1964 | 19 | Allemagne de l'Ouest | Championnats d'Allemagne de l'Ouest | Hanovre       | 21 juin 1983      |
| 1 min 47 s 87     | Michael Groß              | 1964 | 19 | Allemagne de l'Ouest | Championnats d'Europe               | Rome          | 22 août 1983      |
| 1 min 47 s 55     | Michael Groß              | 1964 | 20 | Allemagne de l'Ouest | Championnats d'Allemagne de l'Ouest | Munich        | 8 juin 1984       |
| 1 min 47 s 44     | Michael Groß              | 1964 | 20 | Allemagne de l'Ouest | Jeux olympiques (f)                 | Los Angeles   | 29 juillet 1984   |
| 1 min 47 s 25     | Duncan Armstrong          | 1968 | 20 | Australie            | Jeux olympiques (f)                 | Séoul         | 19 septembre 1988 |
| 1 min 46 s 69     | Giorgio Lamberti          | 1969 | 20 | Italie               | Championnats d'Europe               | Bonn          | 15 août 1989      |
| 1 min 46 s 67     | Grant Hackett             | 1980 | 19 | Australie            | Championnats d'Australie (r)        | Brisbane      | 23 mars 1999      |
| 1 min 46 s 34     | Ian Thorpe                | 1982 | 17 | Australie            | Championnats pan-pacifiques (d)     | Sydney        | 23 août 1999      |
| 1 min 46 s 00     | Ian Thorpe                | 1982 | 17 | Australie            | Championnats pan-pacifiques (f)     | Sydney        | 24 août 1999      |
| 1 min 45 s 69     | Ian Thorpe                | 1982 | 18 | Australie            | Championnats d'Australie (d)        | Sydney        | 14 mai 2000       |
| 1 min 45 s 51     | Ian Thorpe                | 1982 | 18 | Australie            | Championnats d'Australie (f)        | Sydney        | 15 mai 2000       |
| 1 min 45 s 35     | Pieter van den Hoogenband | 1978 | 22 | Pays-Bas             | Jeux olympiques (d)                 | Sydney        | 17 septembre 2000 |
| 1 min 45 s 35     | Pieter van den Hoogenband | 1978 | 22 | Pays-Bas             | Jeux olympiques (f)                 | Sydney        | 18 septembre 2000 |
| 1 min 44 s 69     | Ian Thorpe                | 1982 | 19 | Australie            | Championnats d'Australie (f)        | Hobart        | 27 mars 2001      |
| 1 min 44 s 06     | Ian Thorpe                | 1982 | 19 | Australie            | Championnats du monde (f)           | Fukuoka       | 25 juillet 2001   |
| 1 min 43 s 86     | Michael Phelps            | 1985 | 22 | États-Unis           | Championnats du monde (f)           | Melbourne     | 27 mars 2007      |
| 1 min 42 s 96     | Michael Phelps            | 1985 | 23 | États-Unis           | Jeux olympiques (f)                 | Pékin         | 12 août 2008      |
| 1 min 42 s 00     | Paul Biedermann           | 1986 | 23 | Allemagne            | Championnats du monde (f)           | Rome          | 28 juillet 2009   |

### Meilleurs temps lancés
Il s'agit ici, non pas de records du monde officiels mais des meilleurs temps effectués dans des relais avec ce que l'on appelle un départ lancé.
Remarque : étonnamment, alors que dans les autres relais le départ « lancé » favorise le temps du nageur d'environ 40 centièmes de seconde (temps de réaction à un signal sonore), pour le 4 x 200 mètres, les meilleures performances ont été réalisées au départ du relais donc avec le temps de réaction compté. Il s'agit du 200 m de Paul Biedermann aux championnats du monde de natation de 2009 en 1 min 42 s 81 et de celui de Michael Phelps aux jeux olympiques de Pékin en 1 min 43 s et 31.
Mise à jour le 20 juillet 2015.
| Temps         | Athlète         | Naissance | Âge | Nationalité | Compétition                | Lieu      | Date            |
| ------------- | --------------- | --------- | --- | ----------- | -------------------------- | --------- | --------------- |
| 1 min 44 s 14 | Ian Thorpe      | 1982      | 19  | Australie   | Championnats du monde (rf) | Fukuoka   | 27 juillet 2001 |
| 1 min 44 s 12 | Filippo Magnini | 1982      | 26  | Italie      | Jeux Olympiques (rf)       | Pékin     | 13 août 2008    |
| 1 min 44 s 05 | Michael Phelps  | 1985      | 27  | États-Unis  | Jeux olympiques (rf)       | Londres   | 1er août 2012   |
| 1 min 43 s 24 | Yannick Agnel   | 1992      | 20  | France      | Jeux olympiques (rf)       | Londres   | 1er août 2012   |
| 1 min 43 s 16 | Sun Yang        | 1991      | 22  | Chine       | Championnats du monde (rf) | Barcelone | 2 août 2013     |

## Bassin de25 mètres
| Temps         | Athlète          | Naissance | Âge | Nationalité          | Compétition                         | Lieu                 | Date              |
| ------------- | ---------------- | --------- | --- | -------------------- | ----------------------------------- | -------------------- | ----------------- |
| 1 min 48 s 80 | Peter Nocke      | 1955      | 21  | Allemagne de l'Ouest |                                     | Brême                | 6 mars 1976       |
| -----         |                  |           |     |                      |                                     |                      |                   |
| 1 min 44 s 50 | Michael Groß     | 1964      | 17  | Allemagne de l'Ouest | Championnats interclubs d'Allemagne |                      | 1er décembre 1981 |
| 1 min 44 s 14 | Michael Groß     | 1964      | 24  | Allemagne de l'Ouest | Meeting Coca-Cola (f)               | Boulogne-Billancourt | 5 février 1988    |
| -----         |                  |           |     |                      |                                     |                      |                   |
| 1 min 43 s 64 | Giorgio Lamberti | 1969      | 21  | Italie               |                                     | Bonn                 | 11 février 1990   |
| 1 min 43 s 28 | Ian Thorpe       | 1982      | 17  | Australie            |                                     | Hong Kong            | 1er avril 1999    |
| 1 min 42 s 54 | Ian Thorpe       | 1982      | 18  | Australie            |                                     | Sydney               | 17 janvier 2000   |
| 1 min 41 s 10 | Ian Thorpe       | 1982      | 18  | Australie            | Coupe du monde                      | Berlin               | 6 février 2000    |
| 1 min 40 s 83 | Paul Biedermann  | 1986      | 22  | Allemagne            | Coupe du monde (f)                  | Berlin               | 16 novembre 2008  |
| 1 min 39 s 37 | Paul Biedermann  | 1986      | 23  | Allemagne            | Coupe du monde (f)                  | Berlin               | 15 novembre 2009  |
| 1 min 38 s 91 | Luke Hobson      | 2003      | 21  | États-Unis           | Championnats du monde (f)           | Budapest             | 13 décembre 2024  |
| 1 min 38 s 61 | Luke Hobson      | 2003      | 21  | États-Unis           | Championnats du monde (f)           | Budapest             | 15 décembre 2024  |

## 200 yards nage libre
| Temps         | Athlète        | Naissance | Âge | Nationalité                       | Compétition                            | Lieu         | Date         |
| ------------- | -------------- | --------- | --- | --------------------------------- | -------------------------------------- | ------------ | ------------ |
| 1 min 33 s 22 | Matt Biondi    | 1965      | 20  | États-Unis Californie             | Championnats NCAA                      | Austin       | 29 mars 1985 |
| 1 min 33 s 03 | Matt Biondi    | 1965      | 22  | États-Unis Californie             | Championnats NCAA                      | Austin       | 3 avril 1987 |
| 1 min 32 s 22 | Simon Burnett  | 1983      | 21  | Royaume-Uni Université d'Arizona  | Longhorn Invitational                  | Austin       | 12 mars 2004 |
| 1 min 32 s 08 | Michael Phelps | 1985      | 20  | États-Unis Club Wolverine         | Championnats des États-Unis d'Amérique | Austin       | 3 mars 2005  |
| 1 min 31 s 20 | Simon Burnett  | 1983      | 23  | Royaume-Uni Université d'Arizona  | Championnats NCAA                      | Atlanta      | 24 mars 2006 |
| 1 m 28 s 97   | Léon Marchand  | 2002      | 21  | France Sun Devils d'Arizona State | Championnats NCAA                      | Indianapolis | 28 mars 2024 |
| 1 m 28 s 81   | Luke Hobson    | 2003      | 20  | États-Unis Longhorns du Texas     | Championnats NCAA                      | Indianapolis | 30 mars 2024 |